# The Goit

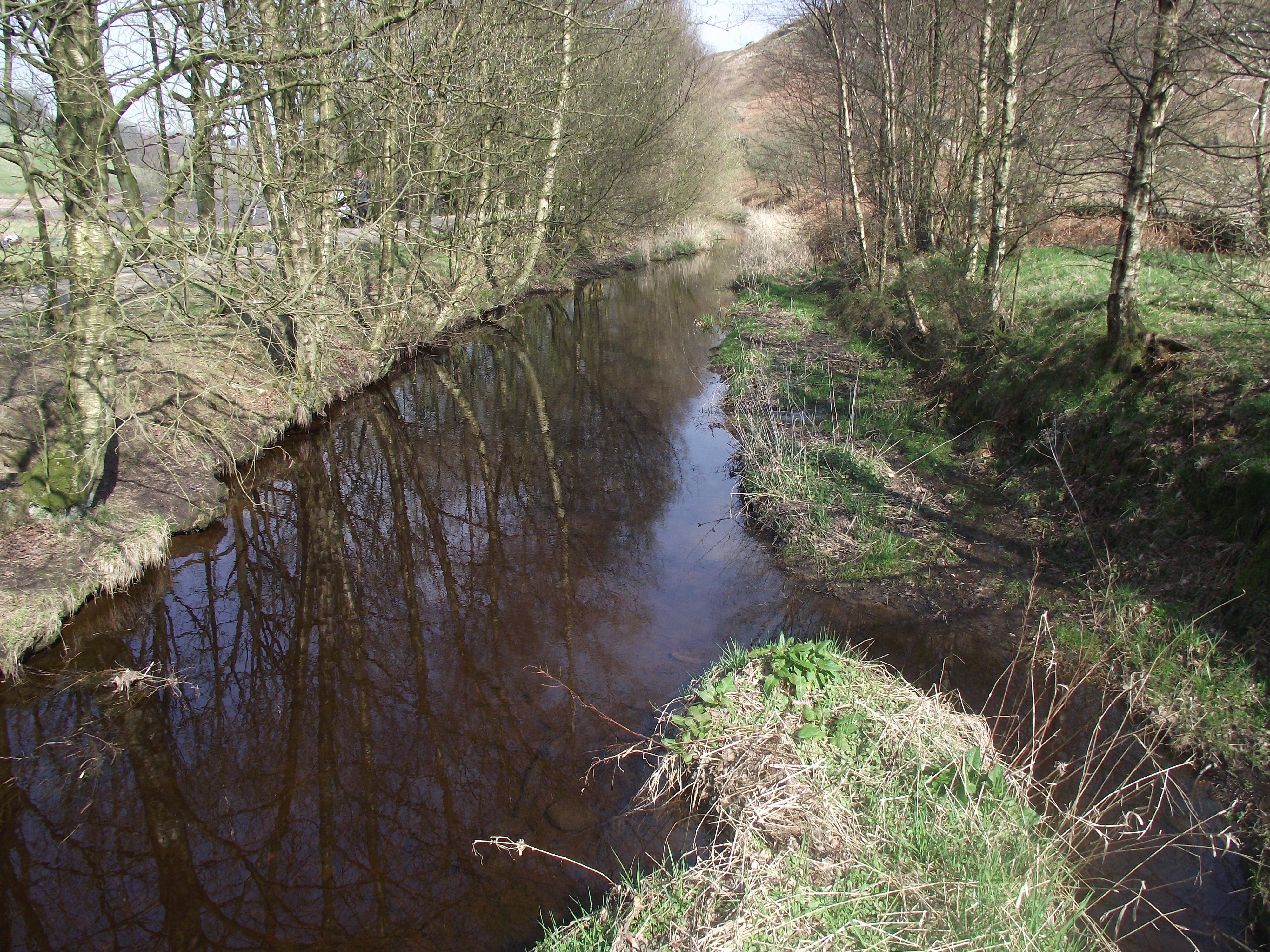
Der The Goit bei White Coppice

The Goit ist ein Kanal in Lancashire, England. Er wurde von 1850 bis 1857 von Thomas Hawksley erbaut und verbindet auf einer Länge von 6,4 km die Westseite des Rake Brook Reservoirs an seinem nördlichen Ende⊙ mit dem Nordende des Anglezarke Reservoirs an seinem Südende.⊙